# Theretra prattorum
Theretra prattorum är en fjärilsart som beskrevs av Clark 1924. Theretra prattorum ingår i släktet Theretra och familjen svärmare. Inga underarter finns listade i Catalogue of Life.